# Mišek

## MIŠEK POLONCA KOVAČ
Slikanica je izšla v zbirki Pikapolonica
Ilustrirala jo je Jelka Reichman
Založba Mladika Ljubljana 1995
- Analiza

Mišek je otroška slikanica o mišku z imenom Čučko. Čučko je bil mišek, ki je zgodaj ostal brez staršev in tako je moral zase skrbeti povsem sam. Bil je v zgled vsem miškam, tudi odraslim. Neke poletne nedelje pa si je mišek za kosilo pripravil dišečo gozdno jagodo. Ko pa je zagrizel vanjo ga je v zobu močno zabolelo, saj je imel v zobu luknjo. Odpravil se je k zobozdravniku. V čakalnici pa je zaslišal jok zajklje, ki je čakala na protezo, jok polža, ki mu je rasel modrostni zob ter jok Žiga, ki je čakal na plombo. Prva stvar na katero je pomislil Čučko je bila, da bi jo kar se da hitro ucvrl iz čakalnice. Vendar bi mu luknja ves čas sledila, tako je raje pomislil kaj bi lahko počel to nedeljo namesto, da je pri zobozdravniku. S pomočjo svoje domišljije si je zamislil kako bi potoval skozi puščavo na nojevem hrbtu. Med potovanjem po puščavi pa je spoznal tudi cvetno deklico, s katero so se vsi trije nato odpravili na Bled na sladoled. Medtem je Čučko pozabil, da ga boli zob in čas mu je hitreje minil. Zob so mu nato hitro zakrpali, bolelo pa ga je le nekaj minut. Vse to pa se lahko zgodi le miškom, ki imajo veliko domišljije.
- Čas dogajanja: poletna nedelja
- Kraj dogajanja: zobozdravniška čakalnica
- Pripovedovalec: tretjeosebni
- Osebe:
  - Glavna oseba: mišek Čučko
  - Stranske osebe: odrasle miši, stara bogomoljka, zajklja, polž, Žiga, noj, cvetna deklica
- Glavni junak: mišek Čučko – bil je samostojen mišek, ki je znal zelo dobro skrbeti zase, takšnega mnenja so bile tudi vse odrasle miši. Tudi z luknjo v zobu je ravnal pravilno, ko se je odločil, da obišče zobozdravnika. Imel je tudi veliko domišljije, zaradi katere je pozabil na bolečino v zobu.
- Različici:
  - Mišek (založba Borec, Ljubljana, 1989, zbirka Kurirčkova torbica)
  - Mišek (založba Mladika, Ljubljana, 1995, zbirka Pikapolonica)

- Nekaj o avtorju:

Polonca Kovač je mladinska pisateljica in prevajalka. Rojena je bila 19. februarja 1937 v Ljubljani, pod Rožnikom. Diplomirala je leta 1962 na Filozofski fakulteti iz svetovne književnosti in italijanščine. Poučevala je tuje jezike na Delavski univerzi Cene Štupar in Centru za tuje jezike. Delala je tudi kot knjižničarka v Svetovalnem centru za otroke, mladostnike in starše.
Leta 2000 je za knjigo Kaja in njena družina je prejela večernico, ki je nagrada za najboljše slovensko mladinsko delo.
- Dela:

1. Otroška proza:
  1. Mišek (Založba Borec, Ljubljana, 1989: Založba Mladika, Ljubljana, 1995)
  2. Urške so brez napake (Založba Mladinska knjiga, Ljubljana, 1980)
  3. Andrejev ni nikoli preveč (Založba Borec, Ljubljana, 1977; Založba mladinska knjiga 1996)
  4. O dveh občutljivkah (Založba Mladinska knjiga, Ljubljana, 1989)
  5. Pet kužkov išče pravega (Založba Mladinska knjiga, Ljubljana,1982)
  6. Klepetava želva (Založba Mladinska knjiga, Ljubljana, 1975, 1993)
  7. Špelce (Založba Borec, Ljubljana, 1983)
  8. Deževen dan je krasen dan (Založba Mladinska knjiga, Ljubljana,1979)
  9. Palčki na Smovskem Griču (Založba Mladika, Ljubljana, 1996)
  10. Zverinice od A do Ž (Založba Mladinska knjiga, Ljubljana, 2006)
2. Otroške likovne igre:
  1. Vrtec pri stari sovi (1982)
  2. Jakec in njegov hladilnik (1979)
3. Prevodi v slovenski jezik:
  1. Grimmove pravljice (1993)
  2. Dnevnik Ane Frank (1994)

- Viri:
  - Polonca Kovač, Mišek, Založba Mladika, Ljubljana, 1995
  - Polonca Kovač, Zverinice od A do Ž, Založba Mladinska knjiga, Ljubljana, 2006
  - Polonca Kovač, Palčki na Smovskem Griču, Založba Mladika, Ljubljana, 1996
  - Alenka Kepec Mohar, Šolski album slovenskih književnikov, Založba Mladinska knjiga, Ljubljana 2007